# Joseph Deakin
Joseph Edmund Deakin (Shelton, 6 de fevereiro de 1879 — Londres, 30 de junho de 1972) foi um atleta e campeão olímpico britânico.
Estabeleceu-se como bom corredor de meio-fundo quando servia o Exército Britânico, primeiro na África do Sul, onde lutou na Guerra dos Boers, depois na Irlanda, onde conquistou o título irlandês da milha e das 4 milhas e, no retorno à Inglaterra, como corredor de cross-country. Foi vice-campeão inglês de cross-country em 1907, além de boas performances nas pistas, o lhe assegurou um lugar na equipe britânica de atletismo aos Jogos Olímpicos de Londres de 1908.
Nos Jogos, participou sem sucesso dos 1500 m e depois liderou a equipe britânica na prova de 3 milhas por equipes, conquistando a medalha de ouro junto com os compatriotas Archie Robertson e William Coales.